# Cristián Castañeda
Cristián Alberto Castañeda Vargas (* 18. September 1968 in San Vicente de Tagua Tagua) ist ein ehemaliger chilenischer Fußballspieler und -trainer. Der rechte Verteidiger wurde mit CF Universidad de Chile 4-mal chilenischer Meister und spielte 24-mal für die Nationalmannschaft Chiles, in der er ein Tor erzielte.

## Karriere

### Vereinskarriere
Cristián Castañeda kommt aus einer Fußballerfamilie, sein Vater, auch Nationalspieler Chiles, und seine drei Onkel waren auch Profispieler. Mit seinem älteren Bruder Víctor Hugo Castañeda, der elf Spiele für das Nationalteam bestritt, spielte Cristian Castañeda gemeinsam von 1990 bis 1992 bei CD Palestino und ab 1993 bei CF Universidad de Chile. Beim Universitätsklub erlebte Cristián Castañeda seine erfolgreichste Zeit und wurde Nationalspieler. Er gewann vier Meisterschaften und zwei Mal die Copa Chile. Nach 10 Jahren im Klub wechselte er in die Primera B zu Everton de Viña del Mar, mit denen er Meister wurde und in die Primera División aufstieg. 2005 beendete der 24-fache Nationalspieler seine Karriere bei Deportes Arica.

### Nationalmannschaftskarriere
Das Debüt in der chilenischen A-Nationalmannschaft gab Cristián Castañeda am 26. März 1994 im Freundschaftsspiel gegen Saudi-Arabien. Bei der Copa América 1995 wurde Castañeda für den Kader nominiert, blieb aber ohne Turniereinsatz. Sein einziger Treffer im Nationaltrikot gelang Castañeda im Freundschaftsspiel im Januar 1997 gegen Armenien. Bei der Weltmeisterschaft 1998 kam Castañeda beim 1:1-Unentschieden gegen Österreich zu einem Einsatz, als er in der 67. Spielminute für Moisés Villarroel eingewechselt wurde. Dies war zugleich sein letztes Spiel im Nationaltrikot.

### Trainerkarriere
Cristián Castañeda begann nach seiner aktiven Karriere als Assistenztrainer bei CD Palestino und Deportes La Serena. 2011 trainierte er den Zweitligisten Deportes Copiapó, seine einzige Trainerposition als Cheftrainer. Danach arbeitete er noch als Assistenztrainer bei CDP Curicó Unido und für kurze Zeit bei CF Universidad de Chile, als Assistent seines Bruders Victor Hugo.

## Erfolge
Universidad de Chile
- Chilenischer Meister: 1994, 1995, 1999, 2000
- Chilenischer Pokalsieger: 1998, 2000

Everton
- Meister der Primera B: 2003